# Iván Szandra
Iván Szandra Alexandra (Hajdúböszörmény, 1988. május 25. –) Fonogram-díjas énekes, zongorista, dalszerző, zenei producer. Külföldi és hazai exkluzív rendezvények, fesztiválok, koncertsorozatok előadója. Zeneszerző-szövegíróként olyan előadókkal dolgozik, mint Takács Nikolas, Király Linda, Charlie, Miklósa Erika, Tóth Vera.

## Életpályája
Szülővárosában a Bocskai István Gimnáziumban érettségizett, mellette a Bartók Béla Zeneiskolában Vass Krisztinától és Zakar Zoltántól zongorázni, Tóth Ilona Csillától énekelni. 2006-ban kezdte el a Kőbányai Zenei Stúdió zongora szakát Esze Jenő tanítványaként. Hatással volt rá Halász János, Fekete István, Póka Egon.
2010-ben a Megasztár 5 középdöntőjében Tolvai Renátával énekeltek duettet.
2011-ben bárzongoristaként meghívást kapott Japánba, Nagasakiba, ahol a nagy földrengés idején segélykoncertet szervezett Fukushima prefektúra áldozataiért. Turnézott a Budapest Bárral.
2013-ban ösztöndíjjal nyert felvételt a bostoni Berklee College of Musicra. 2015-től Donna McElroy, George Russel és Mark Copeland tanítványa volt.
A 2019-es Eurovíziós Dalfesztivál magyarországi szakmai zsűrijének tagja volt. 2022-ben a Petőfi Zenei Díj átadóján Kóbor János emlékére hangszerelte Omega medley-jét és a Ruby Harlemmel adta elő. Saját dalait Ruby Harlem néven jelenteti meg.

## Ruby Harlem
A magyar soul-zenei paletta meghatározó színfoltjaként 2019-ben Fonogram-díjjal ismerte el a szakma munkásságukat. 2022-ben a VeszprémFesten James Blunt koncert nyitózenekara voltak.